# Phytomyza oenanthes
Phytomyza oenanthes är en tvåvingeart som beskrevs av Mitsuhiro Sasakawa 1955. Phytomyza oenanthes ingår i släktet Phytomyza och familjen minerarflugor. Inga underarter finns listade i Catalogue of Life.